# Вулиця Талаліхіна (Запоріжжя)
Вулиця Талаліхіна розташована у Дніпровському районі Запоріжжя. Названа на честь радянського льотчика Віктора Талаліхіна.

## Розташування
Вулиця знаходиться між вулицею Академіка Александрова та Сонячним шосе, що знаходяться у місті Запоріжжя.

## Опис
Вулиця довга, поряд з нею є зупинка на АвтоВАЗ, звичайний приватний сектор, дорога майже не асфальтна.

## Історія та походження назви
Спочатку вулиця була названа на честь Поліни Осипенко, радянської льотчиці українського походження, однієї з найперших жінок, якій присвоєно звання Героя Радянського Союзу у 1938 році. Потім же у 1970-х почали будувати між Верхнею Хортицею та селищем Приміським, де сьогодні знаходиться вулиця Талаліхіна, почали будувати Осипенківський мікрорайон, де зараз і знаходиться вулиця. Тому вулицю перейменували на Талаліхіна, також на честь радянського льотчика, Віктора Талаліхіна.

## Будівлі
По вулиці розташовані звичайні та багатоповерхові житлові будинки, є церква, Парафія Матері Божої Неустанної Помочі УГКЦ, що почала будуватися в 2017 році, до цього на території Парафії був звичайний одноповерховий будинок. Керівником є Вовк Роман Володимирович. Ліворуч від вулиці розташовані гаражні кооперативи, «Сигнал», «Червонобудівник», «Енергетик-2». Та Осипенківський (Правобережний) цвинтар, що знаходиться на вулиці Бориспільська 82.